# Jaime Jaramillo Uribe
Jaime Jaramillo Uribe (n. 1917 a Abejorral, Antioquia, m. Bogotà, 25 d'octubre de 2015). Va ser l'historiador més important de Colòmbia, ja que se'l considera el "pare de la nova història a Colòmbia". Va fundar el departament d'història de la Universitat Nacional de Colòmbia, i l'Anuari Colombià d'Història Social i de la Cultura (1963). Va ser també director de la revista Razón y Fábula de la Universitat dels Andes, i director científic del Manual d'Història de Colòmbia (Colcultura 1978-1980).
Jaime Jaramilo, tot i que va néixer a Abejorral, va créixer a Pereira (Colòmbia), i allí va acabar els seus estudis primaris, i després de la mort dels seus pares es va traslladar a Bogotà per acabar els seus estudis de batxillerat. Es va matricular llavors a l'Escola Normal Central, on va rebre el seu títol de mestre el 1937. Encara que vacil·lava entre estudiar dret o medicina, una conferència del director de l'Escola Normal Superior, professor José Francisco Socarrás, el va convèncer d'entrar a la Normal Superior, on es va graduar com a Llicenciat en Ciències Socials el 1941.
La seva carrera com a docent va començar en el Col·legi Nicolás Esguerra i a l'Escola Normal, on va ser professor de Sociologia entre 1942 i 1946. Va estudiar mentrestant dret en l'Externat de Colòmbia i la Universitat Lliure, però abans de graduar-se va viatjar, entre 1946 i 1948, a França, per prendre cursos en sociologia i història a la Universitat de Paris, la Sorbona. Al seu retorn a l'Escola Normal, dirigida llavors pel poeta Rafael Maya, no va voler tornar-ho a vincular, i pocs dies després del 9 d'abril de 1948, va ser destituït per "comunista" d'una ocupació temporal en la Conferència Panamericana. Entre altres treballs, va ser professor de geografia econòmica i economia en la recentment fundada Universitat dels Andes. Poc després va acabar els seus estudis com a advocat i va rebre el seu grau el 1951 a la Universitat Lliure.
En 1952, el mateix any en què es va casar amb l'antropòloga Yolanda Mora, es va vincular a l'Institut de Filosofia i Lletres de la Universitat Nacional. Allí va rebre la invitació de participar en una història general de les idees d'Amèrica Llatina que es preparava a Mèxic, i va començar a escriure "El pensament colombià al segle XIX", que va acabar el 1954 a Hamburg, quan estava de professor visitant en aquesta Universitat. En aquesta ciutat, a més, va néixer el seu primer fill, el pintor Lorenzo Jaramillo. Va tornar a Colòmbia el 1957, vinculat a la Universitat Nacional, de la qual va ser Secretari General de 1958 a 1960. En 1959 va néixer la seva segona filla, l'actriu Rosario Jaramillo.
En 1960 va tornar a la Facultat de Filosofia i Lletres com a professor d'història, i allí va realitzar una important i influent tasca, que el va convertir en l'orientador principal d'una transformació de fons en l'orientació de la historiografia colombiana, que va conduir a la formació de l'anomenada "nova història". Allí va crear l'Anuari Colombià d'Història Social i de la Cultura, que en el seu mateix títol anunciava el canvi d'èmfasi de la història política a la història de les idees, de la cultura i de la societat. En aquesta revista, que va dirigir entre 1963 i 1970, va publicar els seus primers treballs d'història social, dedicats a la demografia indígena, les relacions entre esclaus i senyors, l'emancipació dels esclaus, el moviment artesanal al segle xix i altres temes similars. Quan es va crear el 1965 la Facultat de Ciències Humanes, va promoure la creació del Departament d'Història i va ser el seu primer director. En aquests anys va tenir entre els seus alumnes als quals el mateix va considerar "el primer grup d'historiadors professionals de formació especialitzada" del país. En les seves "Memòries Intel·lectuals" esmenta entre els seus alumnes a Germán Colmenares, Jorge Orlando Melo, Hermes Tovar Pinzón, Margarita González, Víctor Álvarez i Jorge Palacios, tots ells notables representants del grup de la "nova història".
En 1971 Jaramillo es va retirar de la Universitat Nacional i es va vincular a la Universitat dels Andes, on va ser degà de la Facultat de Filosofia i Lletres i professor, en el Centre d'Estudis de Desenvolupament Econòmic (CEDE) i en el Departament d'Història, per més de trenta anys.
A més de la seva vinculació a les universitats colombianes, Jaime Jaramillo va ser professor visitant a les Universitats d'Hamburg (1954), Vanderbilt University (1967) i de la Universitat d'Oxford (1975-76). Va ser a més ambaixador de Colòmbia a Alemanya el 1977 i 1978 i director del Centre Regional per al Foment del Llibre en l'Amèrica Llatina, CERLALC (1980-1984).
La seva obra fa èmfasi especial en els estudis d'història de les idees a Colòmbia, així com l'anàlisi de diversos aspectes d'història social: les relacions entre grups ètnics, les organitzacions artesanals i l'educació. La seva obra mostra la influència de sociòlegs i historiadors socials i de la cultura, com Ernst Cassirer, Max Weber, Jakob Burckhardt així com dels historiadors francesos Marc Bloch, Lucien Febvre i Fernand Braudel.
Les seves investigacions li van valer l'Orde de Boyacá el 1993 i dos doctorats honoris causa de la Universitat Nacional de Colòmbia i la Universitat dels Andes.

## Llibres publicats
- El pensamiento colombiano en el siglo XIX, 1964
- Entre la historia y la filosofía, 1968
- Algunos aspectos de la personalidad histórica de Colombia, 1969
- Ensayos sobre historia social colombiana, 1969
- Historia de la pedagogía como historia de la cultura, 1970
- Antología del pensamiento político colombiano, 1970
- Ensayos de historia social colombiana, 1972
- La personalidad histórica de Colombia y otros ensayos, 1977
- Tendencias científicas y frecuencias temáticas del pensamiento histórico latinoamericano, 1980
- Ensayos de historia social, 1989, 2 vols. vol. 1 La sociedad neogranadina, vol. 2 Temas americanos y otros ensayos
- De la sociología a la historia, 1994
- Travesías por la historia: antología, 1997
- Historia, sociedad y cultura : ensayos y conferencias, 2002
- Memorias intelectuales, 2007

En coautoria
- Colombia hoy, 1978
- Manual de historia de Colombia, 1979
- Pensar la cultura: los nuevos retos de la historia cultural, 2004

## Curiositats
No recorda exactament la data del seu aniversari, ja que segons paraules del propi historiador pot ser un 24 o 25 d'agost.